# 謎 (資訊節目)
《謎》是香港無綫電視的一個探索式的電視節目。第一輯播出時間於2007年5月14日至2007年6月15日，第二輯播出時間於2009年5月14日至2009年8月1日，逢星期四至五晚上22:35至23:05在翡翠台播出，共25集。
節目中的資料片段來自國家地理頻道、探索頻道及中國中央電視台等，再重新剪輯而成。内容以讲解谜团为主，但大多数谜团都没有给出合理解释。

## 製作目的
《謎》的製作本來是為暑假重點資訊節目，但因外購劇《一生為奴》的收視不濟而被調至下午時段播出（後來更被腰斬，直到2008年9月起才復播其餘集數），本節目才被拿來提早播出以挽救收視。而《大國崛起》也因此被推遲至2007年7月2日播出。

## 第一辑

### 主持
| 主持名稱 | 節目內暱稱  | 口頭禪/動作                                       |
| 鄭少秋   | Adam 鄭     | 接過「謎女郎」的資料夾 穿著黑西服的調查員身分示人 |
| 王貽興   | Yee Hing 王 | 穿著黑西服的調查員身分示人                        |
| 呂慧儀   | 「謎女郎」  | 身穿紅裙 行貓步，點綴氣氛 沒有甚麼對白            |

### 內容
節目聲稱介紹13個「世界級的不解之謎」，包括有：
| 題目               | 说明／关系 | 播放集數 |
| 麥田神秘圓圈之謎   | 英文名叫做Crop Circles，出现在1880年的英国直到全世界，在一夜之间出现的巨大图案，据说是外星人制造的。                                                                                                   | 2—5      |
| 聖痕之謎           | 英文名叫做Stigmata，从1224年开始，大约有三百多人自称自己的身体出现像耶稣一样的伤痕。 | 6—7      |
| 人體自焚之謎       | 英文名叫做Spontaneous Human Combustion，指人體內部發生了火焰及高溫，把整副軀體都燒成灰燼。 | 8        |
| 人狼傳說           | 英文名叫做werewolf，是一種傳說中的生物。據聞這種生物每逢月圓之夜，就會從人身變為狼。 | 9—10     |
| 法老王的詛咒       | 英文名叫做Curse of the Pharaoh，埃及法老王圖坦卡門的墳墓被人挖掘已經八十多年，但法老王的詛咒讓碰觸法老王陪葬品的人不得好死。                                                                           | 11—12    |
| 野人之謎           | 關于神農架有野人出沒的文字記載古已有之。 | 13—14    |
| 大腳怪之謎         | 英文名叫做big foot，又叫「沙斯誇支」，是在美國和加拿大發現但未證實的一種似猿的巨型怪獸。 | 15       |
| 都靈裹屍布之謎     | 英文名叫做Shroud of Turin，是一塊有人像面容的麻布。有一說法，當耶穌釘十字架去世之後，曾被此麻布包裹，因其血跡而清晰紀錄耶穌當時的面容。                                                                | 16—17    |
| 水怪之謎           | 在英國蘇格蘭，有一個因為發現了不明生物而成為旅遊勝地的水域——尼斯湖。 | 18—20    |
| 屍身不腐之謎       | | 21—22    |
| 二千年女屍不腐之謎 | 从最早发掘的一号墓中出土了一具保存完好的女尸，据考证为利苍的妻子辛追，年龄约五十岁左右，出土时软组织有弹性，关节能活动，血管清晰可见，为世界考古史上前所未见的不腐湿尸，此后将此类古尸命名为马王堆尸。 | 23       |
| 金縷玉衣之謎       | 史載玉衣首度出現約為文景之治，會以玉衣作為貴族死者的殮服，最重要因素是漢朝宮室相信玉具有防腐功能，可永保死者生前的原貌。                                                                               | 24       |
| 懸棺之謎           | | 25       |

## 第二辑

### 主持
| 主持名稱 | 節目內暱稱               | 口頭禪/動作                                              |
| 鄭少秋   | Adam 鄭/Adam/特務001/001 | 外形是模仿                                               |
| 羅蘭     | 謎女皇/女皇              | 外形是模仿英女王伊利莎白二世，常說英文，有時會改口說中文 |
| 呂慧儀   | 謎女郎                   | 比上一輯有較多的對白                                     |
| 喬寶寶   | R-LU/線人R               | 模仿蒙羅麗莎的畫像                                       |
| 柯嵐     | 護衛                     |                                                          |

- 旁白：森美

### 內容
節目介紹20個「世界級的不解之謎」，包括有：
| 題目                             | 播放集數 |
| 古文明之謎                       | 2        |
| 第一類接觸,第二類接觸,第三類接觸 | 3        |
| 第四類接觸                       | 4        |
| 驅魔之謎                         | 5        |
| 吸血殭屍之謎                     | 6-7      |
| 百慕達神秘三角                   | 8-9      |
| 中國百慕達                       | 10       |
| 獵頭族                           | 11       |
| 亞特蘭提斯                       | 12       |
| 埃及金字塔                       | 13       |
| 木乃伊                           | 14       |
| 乾屍                             | 15       |
| 神蹟                             | 16-17    |
| 鬼                               | 18       |
| 幽靈船                           | 19       |
| 鬼屋                             | 20       |
| 小矮人？小猿人？                 | 21       |
| 龍骨？怪潭？                     | 22       |
| 現代泰山                         | 23       |
| 卓柏卡布拉                       | 24-25    |

## 收視與觀眾反應
《謎》首集播出獲得23點的收視，而第2集的收視再報捷，平均25點，再升2點，比第一集增加13萬名觀眾，最高收視點為27點。
不過首集《謎》飽受網友在討論區批評，認為節目創意欠奉，主持王貽興口齒不清，並擺出生硬及造作姿勢；扮演「謎女郎」的呂慧儀更被指鏡頭前走來走去影響觀眾情緒。同時，電視台亦收到185宗投訴，有4個是指乾屍畫面令人不安，65個是投訴呂慧儀的動作令人眼花撩亂。